# Apoș, Sibiu
Apoș, denumirea veche românească Aposdorf, (în dialectul săsesc Appesterf, Apestref, în germană Appesdorf, Abstdorf, în trad. "Satul Abatelui", în maghiară Szászapá Apátfalva, în latină Villa Abbatis) este un sat în comuna Bârghiș din județul Sibiu, Transilvania, România. Se află în partea de est a județului,  în Podișul Târnavelor.
Apoș este o localitate în județul Sibiu, Transilvania, România.

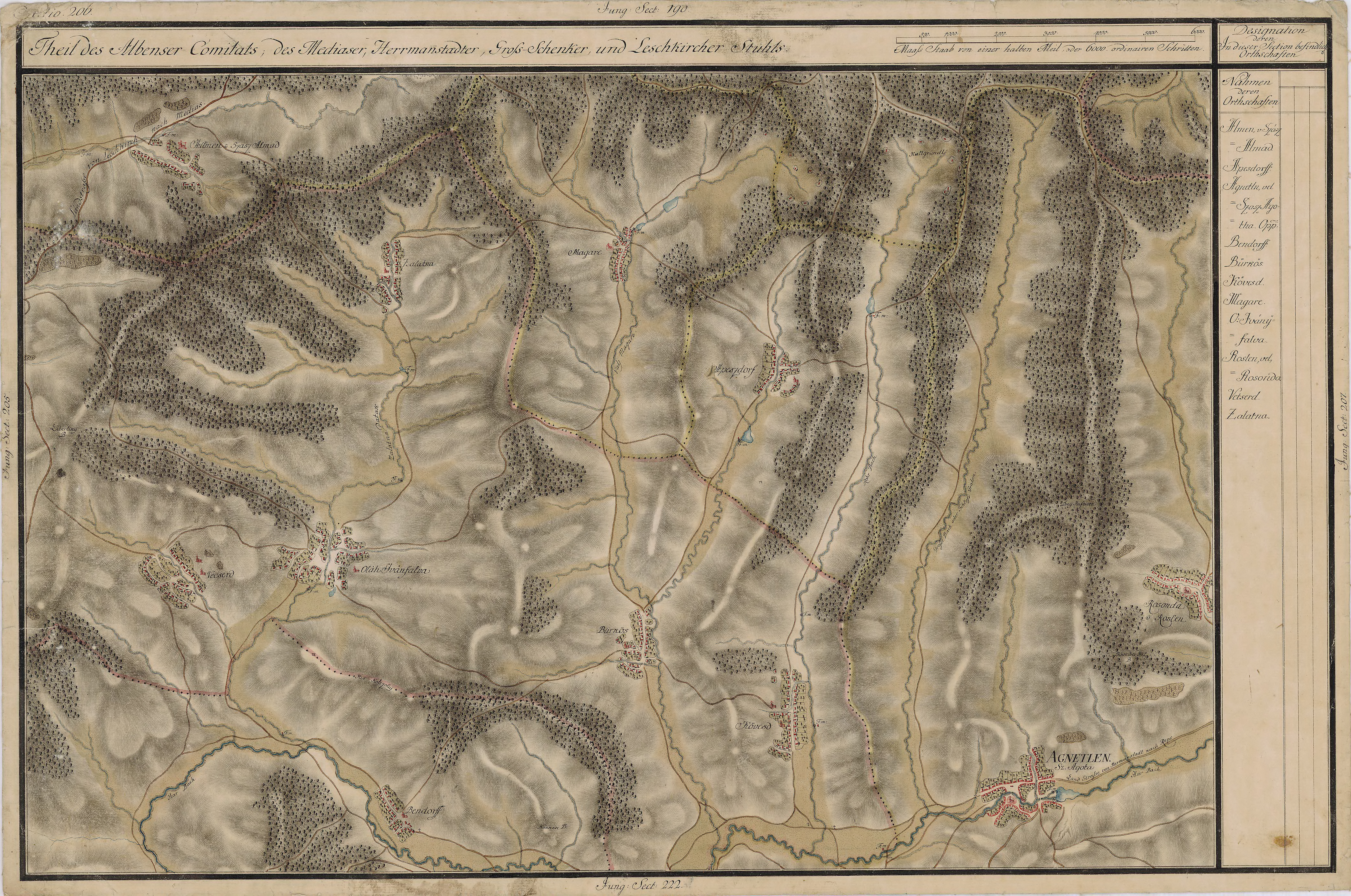
Apoş în Harta Iosefină a Transilvaniei, 1769-1773

Așezarea, amplasată în Podișul Hârtibaciului, a fost locuită încă din epoca bronzului, fapt confirmat de o serie de descoperiri arheologice, între care o secure de luptă din serpentin, o altă secure, un inel răsucit în formă de șarpe, o seceră cu cârlig și două celturi, toate din bronz, precum și greutăți de țesut din lut și un ac de argint din epoca târzie a fierului.
Prima atestare documentară a localității datează din 1322, sub denumirea de Villa Abbatis.
În evul mediu, localitatea a fost posesiune a Mănăstirii cisterciene Cârța, fapt ce a dat toponimicul german Appesdorf (“Satul Abatelui”).

## Monumente
- Vezi și Biserica evanghelică din Apoș

Biserica evanghelică, de tip biserică-sală, construită la începutul secolului al XV-lea în stil gotic, cu cor absidat poligonal sprijinit de contraforți. Turnul-clopotniță a fost construit mai târziu, în anul 1799.

## Galerie imagini

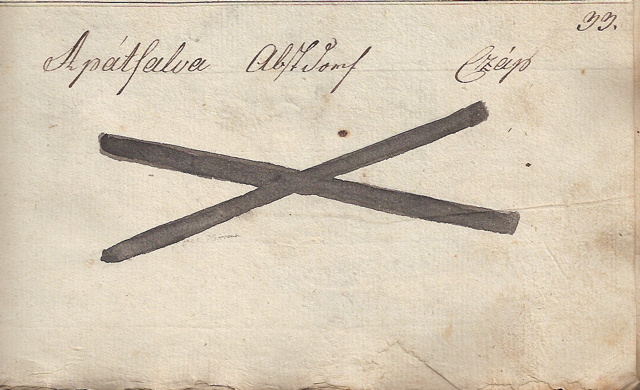
1826 - Danga pentru vitele din Apoș